# پولیین
پولیین (به ایتالیایی: Pollein) یک کومونه در ایتالیا است که در واله دائوستا واقع شده‌است. پولیین ۱۵ کیلومتر مربع مساحت و ۱٬۴۵۱ نفر جمعیت دارد و ۵۵۱ متر بالاتر از سطح دریا واقع شده‌است.